# Bahrains Grand Prix 2014
Bahrains Grand Prix 2014 var det tredje av 19 lopp ingående i formel 1-VM 2014.

## Rapport
Säsongens tredje deltävling kördes på Bahrain International Circuit i Bahrain. Under de fria träningarna var Mercedes näst intill oslagbara då deras båda förare låg på första och andra plats under alla träningarna. Detta höll i sig i kvalet då Nico Rosberg var snabbast, drygt två tiondelar före sin stallkamrat Lewis Hamilton, som var näst snabbast. Tredje snabbast var Red Bulls Daniel Ricciardo, drygt åtta tiondelar efter Rosberg, men fick starta loppet på trettonde plats efter att han fått en bestraffning från loppet innan. Detta gjorde att Williams Valtteri Bottas fick starta från tredje startruta i loppet dagen efter. För Marcus Ericsson gick det helt okej. Hans bil hade många tekniska problem på träningarna vilket gjorde att allt annat än sista plats i kvalet hade varit en skräll. Och det blev det då han var näst långsammast i kvalet, drygt tre hundradelar snabbare än Max Chilton.
Racet dagen efter blev händelserikt med många omkörningar och en lyckotävling för Mercedes som dominerade loppet, från start till mål. Trots detta blev det en hård kamp om segern, mellan Nico Rosberg, som startade i Pole position, och Lewis Hamilton, som startade bakom. Redan på första varvet körde Hamilton förbi sin stallkamrat och hade ledningen ända till strax innan första depåstoppet då Rosberg ville förbi och på så sätt få en fördel gentemot Hamilton. Rosberg var förbi några gånger, men Hamilton tog snabbt tillbaka ledningen. Hamilton låg i ledning tills det var omkring 10 varv kvar, då säkerhetsbilen kom ut efter att Pastor Maldonado och Esteban Gutiérrez kraschat, och när säkerhetsbilen var ute bytte de båda Mercedes-förarna däck, Hamilton till det hårda och Rosberg till det mjuka däcket. Detta gjorde att Rosberg var mycket snabbare, och tog sig förbi Hamilton flera gånger, men Hamilton svarade upp och tog tillbaka ledningen. När det var tre varv kvar började Rosbergs mjuka däck ta slut, vilket gjorde att han inte kunde göra fler försök att ta sig förbi. Lewis Hamilton vann, Nico Rosberg kom tvåa och Sergio Pérez slutade på tredje plats, hans fjärde pallplats i karriären och teamets andra pallplats. Fyra blev Daniel Ricciardo, tätt följd av Nico Hülkenberg på femte plats. Marcus Ericsson fick återigen bryta loppet, vilket han gjort i två av de tre senaste loppen.

## Kvalet
| KR. | Nr | Förare            | Konstruktör          | Q1       | Q2       | Q3       | Grid |
| --- | -- | ----------------- | -------------------- | -------- | -------- | -------- | ---- |
| 1   | 6  | Nico Rosberg      | Mercedes             | 1.35,439 | 1.33,708 | 1.33,185 | 1    |
| 2   | 44 | Lewis Hamilton    | Mercedes             | 1.35,323 | 1.33,872 | 1.33,464 | 2    |
| 3   | 3  | Daniel Ricciardo  | Red Bull-Renault     | 1.36,220 | 1.34,592 | 1.34,051 | 131  |
| 4   | 77 | Valtteri Bottas   | Williams-Mercedes    | 1.34,934 | 1.34,842 | 1.34,247 | 3    |
| 5   | 11 | Sergio Pérez      | Force India-Mercedes | 1.34,998 | 1.34,747 | 1.34,346 | 4    |
| 6   | 7  | Kimi Räikkönen    | Ferrari              | 1.35,234 | 1.34,925 | 1.34,368 | 5    |
| 7   | 22 | Jenson Button     | McLaren-Mercedes     | 1.35,699 | 1.34,714 | 1.34,387 | 6    |
| 8   | 19 | Felipe Massa      | Williams-Mercedes    | 1.35,085 | 1.34,842 | 1.34,511 | 7    |
| 9   | 20 | Kevin Magnussen   | McLaren-Mercedes     | 1.35,288 | 1.34,904 | 1.34,712 | 8    |
| 10  | 14 | Fernando Alonso   | Ferrari              | 1.35,251 | 1.34,723 | 1.34,992 | 9    |
| 11  | 1  | Sebastian Vettel  | Red Bull-Renault     | 1.35,549 | 1.34,985 |          | 10   |
| 12  | 27 | Nico Hülkenberg   | Force India-Mercedes | 1.34,874 | 1.35,116 |          | 11   |
| 13  | 26 | Daniil Kvyat      | Toro Rosso-Renault   | 1.35,395 | 1.35,145 |          | 12   |
| 14  | 25 | Jean-Éric Vergne  | Toro Rosso-Renault   | 1.35,815 | 1.35,286 |          | 14   |
| 15  | 21 | Esteban Gutiérrez | Sauber-Ferrari       | 1.36,567 | 1.35,891 |          | 15   |
| 16  | 8  | Romain Grosjean   | Lotus-Renault        | 1.36,654 | 1.35,908 |          | 16   |
| 17  | 13 | Pastor Maldonado  | Lotus-Renault        | 1.36,663 |          |          | 17   |
| 18  | 99 | Adrian Sutil      | Sauber-Ferrari       | 1.36,840 |          |          | 222  |
| 19  | 10 | Kamui Kobayashi   | Caterham-Renault     | 1.37,085 |          |          | 18   |
| 20  | 17 | Jules Bianchi     | Marussia-Ferrari     | 1.37,310 |          |          | 19   |
| 21  | 9  | Marcus Ericsson   | Caterham-Renault     | 1.37,875 |          |          | 20   |
| 22  | 4  | Max Chilton       | Marussia-Ferrari     | 1.37,913 |          |          | 21   |

| Vidare från första kvalrundan ▬▬ Vidare från andra kvalrundan ▬▬ |

Noteringar:
- ^1  — Daniel Ricciardo fick tio platsers nedflyttning från den föregående tävlingen.[5]
- ^2  — Adrian Sutil fick fem platsers nedflyttning efter att han hindrat Romain Grosjean under kvalet.[11]

## Loppet

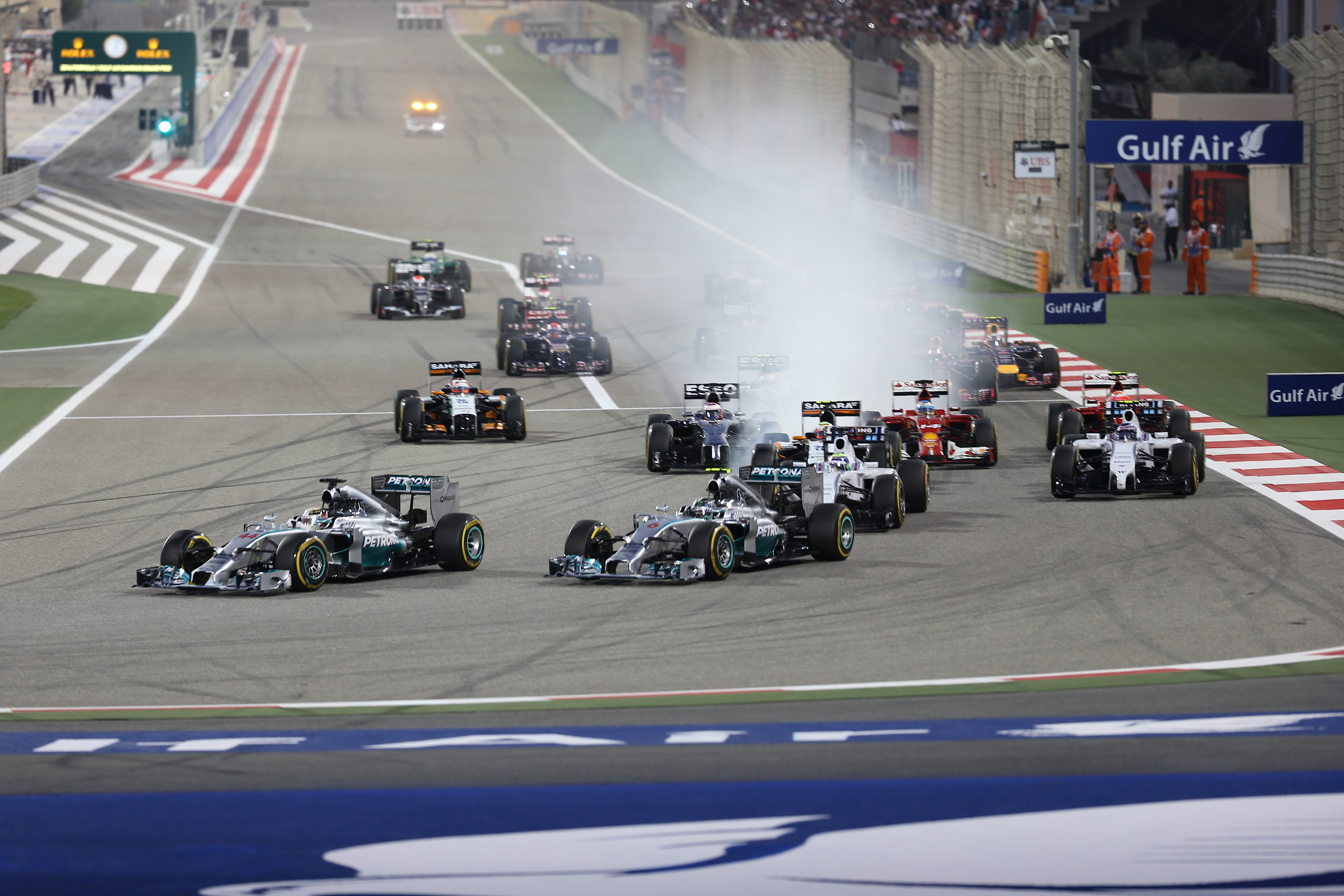
Första varvet.

| Pos. | Nr | Förare            | Konstruktör          | Varv | Tid         | Grid | P  |
| ---- | -- | ----------------- | -------------------- | ---- | ----------- | ---- | -- |
| 1    | 44 | Lewis Hamilton    | Mercedes             | 57   | 1:39.42,743 | 2    | 25 |
| 2    | 6  | Nico Rosberg      | Mercedes             | 57   | +1,085      | 1    | 18 |
| 3    | 11 | Sergio Pérez      | Force India-Mercedes | 57   | +24,067     | 4    | 15 |
| 4    | 3  | Daniel Ricciardo  | Red Bull-Renault     | 57   | +24,489     | 13   | 12 |
| 5    | 27 | Nico Hülkenberg   | Force India-Mercedes | 57   | +28,654     | 11   | 10 |
| 6    | 1  | Sebastian Vettel  | Red Bull-Renault     | 57   | +29,879     | 10   | 8  |
| 7    | 19 | Felipe Massa      | Williams-Mercedes    | 57   | +31,265     | 7    | 6  |
| 8    | 77 | Valtteri Bottas   | Williams-Mercedes    | 57   | +31,876     | 3    | 4  |
| 9    | 14 | Fernando Alonso   | Ferrari              | 57   | +32,595     | 9    | 2  |
| 10   | 7  | Kimi Räikkönen    | Ferrari              | 57   | +33,462     | 5    | 1  |
| 11   | 26 | Daniil Kvyat      | Toro Rosso-Renault   | 57   | +41,342     | 12   |    |
| 12   | 8  | Romain Grosjean   | Lotus-Renault        | 57   | +43,143     | 16   |    |
| 13   | 4  | Max Chilton       | Marussia- Ferrari    | 57   | +59,909     | 21   |    |
| 14   | 13 | Pastor Maldonado  | Lotus-Renault        | 57   | +1.02,803   | 17   |    |
| 15   | 10 | Kamui Kobayashi   | Caterham-Renault     | 57   | +1.27,900   | 18   |    |
| 16   | 17 | Jules Bianchi     | Marussia- Ferrari    | 56   | +1 varv     | 19   |    |
| 17   | 22 | Jenson Button     | McLaren-Mercedes     | 55   | Koppling    | 6    |    |
| Ret  | 20 | Kevin Magnussen   | McLaren-Mercedes     | 40   | Koppling    | 8    |    |
| Ret  | 21 | Esteban Gutiérrez | Sauber- Ferrari      | 39   | Kollision   | 15   |    |
| Ret  | 9  | Marcus Ericsson   | Caterham-Renault     | 33   | Oljeläckage | 20   |    |
| Ret  | 25 | Jean-Éric Vergne  | Toro Rosso-Renault   | 18   | Kollision   | 14   |    |
| Ret  | 99 | Adrian Sutil      | Sauber- Ferrari      | 17   | Kollision   | 22   |    |

| Förare och stall som tog poäng ▬▬ |

## Ställning efter loppet
|     | Pos. | Förare          | Poäng |
| --- | ---- | --------------- | ----- |
| ▬   | 1    | Nico Rosberg    | 61    |
| ▬   | 2    | Lewis Hamilton  | 50    |
| ▲ 3 | 3    | Nico Hülkenberg | 28    |
| ▼ 1 | 4    | Fernando Alonso | 26    |
| ▼ 1 | 5    | Jenson Button   | 23    |

|     | Pos. | Konstruktör          | Poäng |
| --- | ---- | -------------------- | ----- |
| ▬   | 1    | Mercedes             | 111   |
| ▲ 3 | 2    | Force India-Mercedes | 44    |
| ▼ 1 | 3    | McLaren-Mercedes     | 43    |
| ▲ 2 | 4    | Red Bull-Renault     | 35    |
| ▼ 2 | 5    | Ferrari              | 33    |

- Notering: Endast de fem bästa placeringarna i vardera mästerskap finns med på listorna.